# Бедиње
Бедиње (мкд. Бедиње) је насеље у Северној Македонији, у северном делу државе. Бедиње припада општини Куманово.
Бедиње има велики значај за српску заједницу у Северној Македонији, пошто Срби чине мањину у насељу.

## Географија
Бедиње је смештено у северном делу Северне Македоније. Од најближег града, Куманова, село је удаљено свега 2 km западно, па је заправо градско предграђе.
Село Бедиње се налази у историјској области Жеглигово, у равничарском крају, на приближно 340 метара надморске висине.
Месна клима је континентална са слабим утицајем Егејског мора (жарка лета).

## Становништво
Бедиње је према последњем попису из 2021. године имало 898 становника.
Вероисповест месног становништва је православље и ислам.
| Национални састав према попису из 2021.‍ | Национални састав према попису из 2021.‍ | Национални састав према попису из 2021.‍ | Национални састав према попису из 2021.‍ | Национални састав према попису из 2021.‍ |
| --------------------------------------- | --------------------------------------- | --------------------------------------- | --------------------------------------- | --------------------------------------- |
|                                         |                                         |                                         |                                         |                                         |
| Албанци                                 | Албанци                                 |                                         | 531                                     | 59,1%                                   |
| Македонци                               | Македонци                               |                                         | 232                                     | 25,8%                                   |
| Срби                                    | Срби                                    |                                         | 48                                      | 5,3%                                    |
| непописани                              | непописани                              |                                         | 83                                      | 9,2%                                    |